# (82896) Vaubaillon
Pour les articles homonymes, voir Vaubaillon.
(82896) Vaubaillon est un astéroïde de la ceinture principale.

## Description
(82896) Vaubaillon est un astéroïde de la ceinture principale. Il fut découvert le 22 août 2001 au Pic du Midi par l'observatoire du Pic du Midi. Il présente une orbite caractérisée par un demi-grand axe de 2,76 UA, une excentricité de 0,02 et une inclinaison de 1,3° par rapport à l'écliptique.
Il est nommé d'après l'astronome français Jérémie Vaubaillon.

## Compléments